# 無線アクセスネットワーク
無線アクセスネットワーク（英語: Radio Access Network, RAN）は、移動体通信システムを構成する部分の一つで、無線通信を提供する。
通常、それらは携帯電話やその他の機器（User Equipment, UE）とコアネットワーク（Core Network, CN）とを接続する役割を持っている。
無線アクセス技術を実装している 。 概念的には、 携帯電話 、コンピューター、またはリモートで制御されるマシンなどのデバイス間に存在し、 コアネットワーク （CN）との接続を提供する。 規格に応じて、携帯電話やその他のワイヤレス接続デバイスは、 ユーザー機器 （UE）、 端末機器 、 モバイルステーション （MS）などと呼ばれる 。 RAN機能は通常、コアネットワークとユーザー機器の両方に存在するシリコンチップによって提供される。  
無線アクセスネットワークタイプの例は次のとおり。 
- GRAN ： GSM無線アクセスネットワーク
- GERAN ：基本的にGRANと同じであるが、EDGEパケット無線サービスの包含を指定する
- UTRAN ： UMTS無線アクセスネットワーク
- E-UTRAN ： Long Term Evolution（LTE）高速かつ低遅延の無線アクセスネットワーク

単一のハンドセット/電話を同時に複数の無線アクセスネットワークに接続することも可能である。 これが可能なハンドセットは、デュアルモードハンドセットと呼ばれることもある。 たとえば、ハンドセットがGSMとUMTS（別名「3G」）の両方の無線アクセス技術をサポートすることは一般的である。 このようなデバイスは、ユーザーがサービスの中断に気付くことなく、進行中の通話を異なる無線アクセスネットワーク間でシームレスに転送する。 

## RANの例
- GRAN: GSM無線アクセスネットワーク
- UTRAN: UMTS無線アクセスネットワーク
- E-UTRAN: LTE無線アクセスネットワーク